# Inside joke
Il termine inside joke (spesso abbreviato in joke) deriva dalle parole inglesi inside (it. dentro) e joke (it. scherzo) ed è usato per indicare uno scherzo il cui umorismo può essere chiaro soltanto alle persone appartenenti alla comunità o gruppo sociale in cui lo scherzo è avvenuto. L'inside joke può essere sia confinato a cliché specifici, sia esteso a vere e proprie professioni (è il caso ad esempio dell'industria cinematografica).

## Tipologie

### Industria informatica
Alcuni programmatori nascondono in joke all'interno del codice software per essere rilevati seguendo una precisa sequenza di input. Un esempio di in joke in informatica è il Jargon File.

### Cultura pop
Molti show televisivi inseriscono in joke riferendosi ad altri show televisivi oppure a film. Per esempio, il film Star Trek del 2009 conteneva vari in joke relativi al primo film della saga, ma solo chi ha familiarità con la serie è in grado di cogliere tali riferimenti.